# UCI Asia Tour 2016
Die UCI Asia Tour 2016 ist die 12. Austragung des zur Saison 2005 vom Weltradsportverband UCI eingeführten asiatischen Straßenradsport-Kalenders unterhalb der UCI WorldTour, der zu den UCI Continental Circuits für Männer gehört. Die Saison begann am 21. Januar 2016 und endet am 23. Oktober 2016.
Die Eintagesrennen und Etappenrennen der UCI Asia Tour sind in drei UCI-Kategorien (HC, 1 und 2) eingeteilt. Bei jedem Rennen werden Punkte für eine Gesamtwertung der Fahrer, Mannschaften und Nationen vergeben. An der Mannschaftswertung nehmen die Professional Continental Teams und die Continental Teams teil, nicht jedoch die startenden UCI WorldTeams. An der Nationenwertung nehmen nur die Nationen des Kontinents teil, gezählt werden aber die Ergebnisse aller Circuits.

Zu den Regeln der einzelnen Ranglisten: 

## Januar
| Datum | Rennen                                | Kat. | Sieger          | Team     |
| ----- | ------------------------------------- | ---- | --------------- | -------- |
| 21.   | Asienmeisterschaft – Einzelzeitfahren | CC   | King Lok Cheung | Hongkong |
| 24.   | Asienmeisterschaft – Straßenrennen    | CC   | King Lok Cheung | Hongkong |

## Februar
| Datum   | Rennen               | Kat. | Sieger                      | Team                |
| ------- | -------------------- | ---- | --------------------------- | ------------------- |
| 3.–6.   | Dubai Tour           | 2.HC | Marcel Kittel               | Etixx-Quick Step    |
| 8.–12.  | Katar-Rundfahrt      | 2.HC | Mark Cavendish              | Team Dimension Data |
| 16.–21. | Tour of Oman         | 2.HC | Vincenzo Nibali             | Astana Pro Team     |
| 18.–21. | Le Tour de Filipinas | 2.2  | Oleg Zemlyakov              | Vino 4ever          |
| 24.–3.  | Tour de Langkawi     | 2.HC | Reinardt Janse van Rensburg | Team Dimension Data |

## März
| Datum   | Rennen          | Kat. | Sieger        | Team                 |
| ------- | --------------- | ---- | ------------- | -------------------- |
| 6.–10.  | Tour de Taiwan  | 2.1  | Robbie Hucker | Avanti Isowhey Sport |
| 18.–22. | Tour of Sarawak | 2.2  | abgesagt      | abgesagt             |

## April
| Datum | Rennen           | Kat. | Sieger        | Team               |
| ----- | ---------------- | ---- | ------------- | ------------------ |
| 1.–6. | Tour of Thailand | 2.2  | Benjamin Hill | Attaque Team Gusto |

## Mai
| Datum   | Rennen                  | Kat. | Sieger              | Team                    |
| ------- | ----------------------- | ---- | ------------------- | ----------------------- |
| 11.–14. | Banyuwangi Tour de Ijen | 2.2  | Jai Crawford        | Kinan Cycling Team      |
| 13.–18. | Tour of Iran            | 2.1  | Mirsamad Pourseyedi | Tabriz Shahrdari Team   |
| 19.–23. | Tour de Flores          | 2.2  | Daniel Whitehouse   | Terengganu Cycling Team |
| 29.–5.  | Tour of Japan           | 2.1  | Oscar Pujol         | Team Ukyo               |

## Juni
| Datum   | Rennen         | Kat. | Sieger      | Team               |
| ------- | -------------- | ---- | ----------- | ------------------ |
| 5.–12.  | Tour de Korea  | 2.1  | Grega Bole  | Nippo-Vini Fantini |
| 16.–19. | Tour de Kumano | 2.2  | Oscar Pujol | Team Ukyo          |

## Juli
| Datum   | Rennen               | Kat. | Sieger         | Team                             |
| ------- | -------------------- | ---- | -------------- | -------------------------------- |
| 17.–30. | Tour of Qinghai Lake | 2.HC | Serhij Lahkuti | Kolss-BDC Team                   |
| 30.     | Tour de Jakarta      | 1.2  | Ryan MacAnally | Pegasus Continental Cycling Team |

## August
| Datum   | Rennen            | Kat. | Sieger              | Team                 |
| ------- | ----------------- | ---- | ------------------- | -------------------- |
| 6.–14.  | Tour de Singkarak | 2.2  | Amir Kolahdozhagh   | Pishgaman Giant Team |
| 21.–25. | Tour of Borneo    | 2.2  | nicht stattgefunden | nicht stattgefunden  |
| 29.     | Tour of Burabay   | 1.2  | nicht stattgefunden | nicht stattgefunden  |

## September
| Datum   | Rennen           | Kat. | Sieger              | Team                        |
| ------- | ---------------- | ---- | ------------------- | --------------------------- |
| 1.–3.   | Tour de Hokkaidō | 2.2  | Nariyuki Masuda     | Utsunomiya Blitzen          |
| 9.–16.  | Tour of China I  | 2.1  | Raffaello Bonusi    | Androni Giocattoli-Sidermec |
| 18.–25. | Tour of China II | 2.1  | Marco Benfatto      | Androni Giocattoli-Sidermec |
| 24.     | Tour of Shymkent | 1.2  | nicht stattgefunden | nicht stattgefunden         |

## Oktober
| Datum   | Rennen            | Kat. | Sieger            | Team                               |
| ------- | ----------------- | ---- | ----------------- | ---------------------------------- |
| 1.      | Tour of Kapshagay | 1.1  | nicht ausgetragen | nicht ausgetragen                  |
| 2.      | Tour of Almaty    | 1.1  | Alexei Luzenko    | Astana Pro Team                    |
| 18.–22. | Jelajah Malaysia  | 2.2  | Arvin Moazzemi    | Pishgaman Giant Team               |
| 20.–23. | Abu Dhabi Tour    | 2.HC | Tanel Kangert     | Astana Pro Team                    |
| 23.     | Japan Cup         | 1.HC | Davide Villella   | Cannondale-Drapac Pro Cycling Team |

## Gesamtwertung
(Endstand: 23. Oktober 2016)
| Platz | Fahrer               |                        | Team | Punkte |
| ----- | -------------------- | ---------------------- | ---- | ------ |
| 1.    | Mark Cavendish       | Vereinigtes Konigreich | DDD  | 800    |
| 2.    | Peter Sagan          | Slowakei               | TNK  | 600    |
| 3.    | Giacomo Nizzolo      | Italien                | TFS  | 488    |
| 4.    | Edvald Boasson Hagen | Norwegen               | DDD  | 455    |
| 5.    | Alexander Kristoff   | Norwegen               | KAT  | 425    |

| Platz | Team                  |            | Punkte |
| ----- | --------------------- | ---------- | ------ |
| 1.    | Pishgaman Giant Team  | Iran       | 915    |
| 2.    | Tabriz Shahrdari Team | Iran       | 884    |
| 3.    | Kolss-BDC Team        | Ukraine    | 794    |
| 4.    | Vino 4-Ever SKO       | Kasachstan | 631    |
| 5.    | Team Ukyo             | Japan      | 571    |

| Platz | Nation     | Punkte |
| ----- | ---------- | ------ |
| 1.    | Iran       | 1587   |
| 2.    | Kasachstan | 1451   |
| 3.    | Japan      | 884    |
| 4.    | Südkorea   | 718    |
| 5.    | Hongkong   | 555    |

| Platz | Nation (U23) | Punkte |
| ----- | ------------ | ------ |
| 1.    | Südkorea     | 381    |
| 2.    | Kasachstan   | 362    |
| 3.    | Iran         | 173    |
| 4.    | Hongkong     | 140    |
| 5.    | Mongolei     | 125    |